# Navadna veverica
Navadna veverica (znanstveno ime Sciurus vulgaris), je  vrsta veverice, ki poseljuje zmerna in hladna območja Evrazije, na vzhod pa seže vse do tihomorskih obal. Prilagojena je življenju na drevju.

## Telesne značilnosti
Po barvi je močno spremenljiva in tudi v istem kraju so lahko osebki različnih barv. Kožuh je lahko rdeč, rjav, siv ali črn. Trebuh pa je vedno bel. Poleti je dlaka kratka in po zgornji strani telesa rumenkasto rjava in črna. V avgustu in novembru se letni kožuh spremeni. Zimski kožuh ima debelejšo dlako, ki je tudi temnejša in bolj siva. Tudi ušesni čopki so takrat daljši. Zraste do 20 cm v dolžino, prav tako njen rep.
Ima razmeroma drobne kosti in košat rep, ki je približno enako dolg kot trup. Pri plezanju in skakanju ga uporablja kot pomoč za ravnotežje. Ponoči služi veverici rep za pokrivalo in ohranjanje toplote telesa. Premikanje repa kaže na počutje in razpoloženje živali.
Brki so dolgi in občutljivi. Uporablja jih za orientacijo. Veverica ima občutljive dlake tudi na sprednjih tačkah, na trebuhu in na prirastišču repa.
Ima zelo oster vid, ne loči pa barvnih odtenkov.
Na vseh prstih, razen prednjega palca, ima dolge in ostre kremplje.

## Način življenja
Navadna veverica živi v raznih tipih gozdov, najbolj pogosto pa v iglastih. Ustrezajo ji sklenjene gozdne površine, ki merijo najmanj 50 ha. Dejavna je podnevi. Ko se giblje na tleh, ostaja ves čas v bližini dreves. Izven časa parjenja je navadna veverica samotarka in deli gnezdo z drugimi sovrstnicami predvsem v času mrzle zime.
Ob vzburjenju se oglaša z ostrim "tjuk, tjuk, tjuk".

## Prehranjevanje
Hrani se pretežno z rastlinsko hrano - sadje, semena, glive in zelišča. Hrani se tudi z jajci in mladimi ptiči ter žuželkami. Hrano skladišči.
Velik del življenja iščejo hrano. Kolikor hrane ne morejo pojesti jo zakopljejo ali skrijejo v gostem grmovju ali na kakem varnem prostoru v bližini dreves, da lahko hrano kasneje poje. Gozdarji veveric ne marajo preveč, ker glodajo drevesno skorjo v krogu in poškodujejo drevo, ki lahko odmre.

## Razmnoževanje
Veverica je spolno zrela z 11 meseci. Razmnožuje se le, če ima na razpolago dovolj hrane. Pari se praviloma med decembrom in v začetku julija. Samci zasledujejo samice visoko v vrhovih dreves in jih pripravijo do parjenja. Ko se parjenje izvrši, samica naredi udobno gnezdo. Samica je breja 38 dni. V enem letu ima lahko eno ali dve legli. Mladičev je v leglu do 5 in so ob rojstvu goli. Prvih 12 tednov so v gnezdu, kjer zanje skrbi mati. Ostaja v bližini gnezda in jih prihaja redno dojit. Mladiči so namreč slepi in spregledajo šele po štirih tednih. Veliko okroglo gnezdo iz vejic je v drevesni rogovili ali v duplini. Mati ga mehko nastelje, z mahom in slamicami, da mladičev ne zebe. Pogosto se veverice naselijo v opuščene dupline žoln, pa tudi v opuščena gnezda vran in srak.

## Navadna veverica v Sloveniji
Na Slovenskem so navadne veverice po hrbtu rdečkastorjave ali rjave, zelo redko rdečkaste, po trebuhu pa so vselej bele.